# مورزین
مورزین یک کمون در بخش اوت-ساوا و اورن-رون در رشته کوه‌های آلپ در جنوب شرقی فرانسه است.
مورزین یک بازار سنتی در قلب منطقه اسکی Portes du Soleil است.  از ویزگی های این منطقه  کلبه‌های چوبی  هستند که در امتداد دره رودخانه قرار دارند. مورزین در ارتفاع ۱۰۰۰ متری واقع شده‌است و یکی از شمالی‌ترین استراحتگاه‌های اسکی در ناحیه فرانسوی آلپ است. برف کوه ها عمدتا از ریزگردهای که از ناحیه مون بلان می‌آیند تامین می گردد. مناظر پانوراما در کوه و امکانات اسکی مدرن و همچنین هتل‌ها و رستوران‌های شهر، سالیانه بسیاری را گرد این منطقه می‌آورد. منطقه اسکی معروف آووریاز در قلمرو این کمون واقع شده‌است.

## تاریخچه
در قرون وسطی این منطقه مرکز کشاورزی و صنعتی مهمی به حساب می‌آمد. از قرن ۱۸ تا اوایل قرن ۲۰، مهمترین فعالیت اقتصادی مورزین بهره‌برداری از معادن سنگ بود ولی از سال ۱۹۳۰، گردشگری ورزش‌های زمستانی به مهمترین منبع اقتصادی این منطقه تبدیل شد.

## ورزشهای تابستانی
مورزین همچنین میزبان فعالیت‌های ورزشی تابستانی مانند دوچرخه سواری کوهستان، گلف، پیاده‌روی و غارنوردی است. این استراحتگاه همچنین دارای استخر المپیک است.

### تور دو فرانس
مورزین تا کنون در چندین دوره میزبان مسابقات فینال تور دو فرانس بوده‌است.